# Cystatine C
La cystatine C est une protéine de type protéase à cystéine, codé par le gène CST3 situé le chromosome 20 humain. Son dosage est un indice de la fonction rénale et permet d'évaluer le débit de filtration glomérulaire.
Elle comporte 120 acides aminés et son poids moléculaire est de 13 kiloDaltons. Elle est uniquement filtrée par le glomérule rénal.

## Rôles

### Activité des cathepsines
Elle bloque l'activité des cathepsines. Elle se fixe également sur la protéine bêta-amyloïde et inhibe sa transformation en fibrille, ce qui pourrait intervenir dans la protection contre la maladie d'Alzheimer.

### Marqueur de la fonction rénale
Le marqueur le plus utilisé est le dosage de la créatinine, permettant le calcul approché du débit de filtration glomérulaire (DFG) par différentes formules, dont la formule de Cockcroft & Gault. Dans certains cas, ce débit est faussé, en particulier en cas de dénutrition, ou au contraire, de régime hyperprotéiné ou de constitution musculaire importante (certains sportifs, culturistes...). Le dosage de cystatine C serait alors un meilleur indice de la fonction rénale avec une estimation du débit de filtration glomérulaire suivant la formule, dite « 2012 CKD-EPI cystatin C ». Il serait mieux corrélé avec le pronostic vital et le risque de survenue d'une insuffisance rénale terminale que celui de la créatinine.

### Marqueur du risque vasculaire
Son taux est corrélé avec le risque de survenue d'un accident cardio-vasculaire, et ce indépendamment de la fonction rénale. Cependant, il semble que cela soit essentiellement un marqueur, sans lien causal.